# .cr
Pour les articles homonymes, voir CR.
.cr est le domaine de premier niveau national (country code top level domain : ccTLD) réservé au Costa Rica.